# Capurodendron madagascariense
Capurodendron madagascariense är en tvåhjärtbladig växtart som först beskrevs av Paul Lecomte, och fick sitt nu gällande namn av André Aubréville. Capurodendron madagascariense ingår i släktet Capurodendron och familjen Sapotaceae. Inga underarter finns listade i Catalogue of Life.